# 매창공원
매창공원은 전북특별자치도 부안군 부안읍에 소재한 공원이다. 조선 중기의 기녀이자 황진이, 허난설헌과 함께 조선시대 여류문장가로 유명한 시인인 이매창을 기념하기 위해 조성되었으며 내부에는 전라북도 기념물 제65호인 이매창 묘가 소재한다.

## 문화행사

### 부안마실축제
부안군의 지역축제인 부안마실축제가 제7회 행사인 2019년부터 매창공원 일원을 주 행사장으로 삼아 개최되고 있다.